# Omar Touray
Omar Touray, né le 5 novembre 1965, est un diplomate et homme politique gambien. 
Il est le président de la commission de la Communauté économique des États de l'Afrique de l'Ouest depuis le 3 juillet 2022

## Parcours
Ministre des Affaires étrangères depuis le 26 mars 2008, succédant à Crispin Grey-Johnson.
D'avril 2002 à février 2007, il est ambassadeur en Éthiopie, représentant permanent auprès de l'Union africaine, de la Commission économique pour l'Afrique, du Programme des Nations unies pour l'environnement et Haut-Commissaire en Afrique du Sud et au Kenya.
Il devient ambassadeur aux Nations unies le 22 février 2007 jusqu'à sa nomination en tant que ministre des Affaires étrangères.
Le 3 juillet 2022, il devient le président de la commission de la Communauté économique des États de l'Afrique de l'Ouest en remplacement de Jean-Claude Kassi Brou.